# Campeonato Sub-20 de la Concacaf de 2009
El Campeonato Sub-20 de la CONCACAF 2009 fue un torneo de fútbol para jugadores menores de 20 años, con sede en Trinidad y Tobago, realizado entre el 6 y el 15 de marzo. Los partidos se jugaron en Macoya y Bacolet.
El torneo organizado por la CONCACAF fue clasificatorio para la Copa Mundial de Fútbol Sub-20 de 2009 a realizarse en Egipto, entregando cuatro cupos para el Mundial.
Los equipos participantes jugaron clasificatorias zonales, para llegar al Campeonato jugado en Trinidad y Tobago con la excepción de los representantes de Norteamérica, que siempre clasifican al torneo sin jugar.

## Participantes
| Región                   | Clasificación                | Clasificado                     |
| ------------------------ | ---------------------------- | ------------------------------- |
| Caribe (CFU)             | Eliminatoria Caribeña        | Jamaica Trinidad y Tobago†      |
| América Central (UNCAF)  | Eliminatoria Centroamericana | Costa Rica El Salvador Honduras |
| América del Norte (NAFU) | Clasificados Automáticamente | Canadá México Estados Unidos    |

- † - Anfitrión.

## Grupo A
La sede fue el Estadio Dwight Yorke en Bacolet, Trinidad y Tobago.
| País           | J | G | E | P | GF | GC | GD | Pts |
| -------------- | - | - | - | - | -- | -- | -- | --- |
| Estados Unidos | 3 | 2 | 1 | 0 | 5  | 0  | +5 | 7   |
| Honduras       | 3 | 1 | 2 | 0 | 6  | 2  | +4 | 5   |
| Jamaica        | 3 | 1 | 0 | 2 | 2  | 8  | -6 | 3   |
| El Salvador    | 3 | 0 | 1 | 2 | 3  | 6  | -3 | 1   |

| 6 de marzo de 2009 | Honduras                   | 2 - 2 | El Salvador             | Estadio Dwight Yorke, Bacolet                           |                                                         |
|                    | Rojas 65' · Valladares 82' | [http://www.concacaf.com/competitions/matchreport/7600.pdf (enlace roto disponible en Internet Archive; véase el historial, la primera versión y la última). Reporte] | Blanco 77' · Flores 90' | Asistencia: 556 espectadores Árbitro(s): Roberto García | Asistencia: 556 espectadores Árbitro(s): Roberto García |

| 6 de marzo de 2009 | Jamaica | 0 - 3 | Estados Unidos                        | Estadio Dwight Yorke, Bacolet                           |                                                         |
|                    |         | [http://www.concacaf.com/competitions/matchreport/7601.pdf (enlace roto disponible en Internet Archive; véase el historial, la primera versión y la última). Reporte] | Marošević 8' · Duka 78' · Schuler 83' | Asistencia: 556 espectadores Árbitro(s): Ricardo Cerdas | Asistencia: 556 espectadores Árbitro(s): Ricardo Cerdas |

| 8 de marzo de 2009 | El Salvador | 1 - 2 | Jamaica | Estadio Dwight Yorke, Bacolet                      |                                                    |
|                    | Sosa 11'    | [http://www.concacaf.com/competitions/matchreport/7602.pdf (enlace roto disponible en Internet Archive; véase el historial, la primera versión y la última). Reporte] |         | Asistencia: 524 espectadores Árbitro(s): Paul Ward | Asistencia: 524 espectadores Árbitro(s): Paul Ward |

| 8 de marzo de 2009 | Estados Unidos | 0 - 0 | Honduras | Estadio Dwight Yorke, Bacolet                                |                                                              |
|                    |                | [http://www.concacaf.com/competitions/matchreport/7603.pdf (enlace roto disponible en Internet Archive; véase el historial, la primera versión y la última). Reporte] |          | Asistencia: 524 espectadores Árbitro(s): Geoffrey Hospedales | Asistencia: 524 espectadores Árbitro(s): Geoffrey Hospedales |

| 10 de marzo de 2009 | Jamaica | 0 - 4 | Honduras                                                | Estadio Dwight Yorke, Bacolet                                |                                                              |
|                     |         | [http://www.concacaf.com/competitions/matchreport/7604.pdf (enlace roto disponible en Internet Archive; véase el historial, la primera versión y la última). Reporte] | Leveron 44' · Martínez 47' · Rojas 62' · Altimirano 72' | Asistencia: 467 espectadores Árbitro(s): Geoffrey Hospedales | Asistencia: 467 espectadores Árbitro(s): Geoffrey Hospedales |

| 10 de marzo de 2009 | Estados Unidos        | 2 - 0 | El Salvador | Estadio Dwight Yorke, Bacolet                          |                                                        |
|                     | Shea 30' · Taylor 41' | [http://www.concacaf.com/competitions/matchreport/7605.pdf (enlace roto disponible en Internet Archive; véase el historial, la primera versión y la última). Reporte] |             | Asistencia: 467 espectadores Árbitro(s): René Guerrero | Asistencia: 467 espectadores Árbitro(s): René Guerrero |

## Grupo B
La sede fue el Martin Lee Stadium en Macoya, Tobago.
| País              | J | G | E | P | GF | GC | GD | Pts |
| ----------------- | - | - | - | - | -- | -- | -- | --- |
| Costa Rica        | 3 | 2 | 1 | 0 | 3  | 1  | +2 | 7   |
| Trinidad y Tobago | 3 | 1 | 2 | 0 | 3  | 2  | +1 | 5   |
| Canadá            | 3 | 1 | 0 | 2 | 3  | 3  | 0  | 3   |
| México            | 3 | 0 | 1 | 2 | 2  | 5  | -3 | 1   |

| 7 de marzo de 2009 | México | 0 - 1   | Costa Rica   | Marvin Lee Stadium, Macoya                              |                                                         |
|                    |        | Reporte | Martínez 39' | Asistencia: 4,000 espectadores Árbitro(s): Walter López | Asistencia: 4,000 espectadores Árbitro(s): Walter López |

| 7 de marzo de 2009 | Trinidad y Tobago | 1 - 0 | Canadá | Marvin Lee Stadium, Macoya                               |                                                          |
|                    | De Silva 82'      | [http://www.concacaf.com/competitions/matchreport/7607.pdf (enlace roto disponible en Internet Archive; véase el historial, la primera versión y la última). Reporte] |        | Asistencia: 4,000 espectadores Árbitro(s): Oscar Moncada | Asistencia: 4,000 espectadores Árbitro(s): Oscar Moncada |

| 9 de marzo de 2009 | Canadá                | 2 - 0 | México | Marvin Lee Stadium, Macoya                               |                                                          |
|                    | Edwini-Bonsu 75', 82' | [http://www.concacaf.com/competitions/matchreport/7608.pdf (enlace roto disponible en Internet Archive; véase el historial, la primera versión y la última). Reporte] |        | Asistencia: 4,000 espectadores Árbitro(s): Elmer Bonilla | Asistencia: 4,000 espectadores Árbitro(s): Elmer Bonilla |

| 9 de marzo de 2009 | Costa Rica | 0 - 0   | Trinidad y Tobago | Marvin Lee Stadium, Macoya                                 |                                                            |
|                    |            | Reporte |                   | Asistencia: 4,000 espectadores Árbitro(s): Ricardo Salazar | Asistencia: 4,000 espectadores Árbitro(s): Ricardo Salazar |

| 11 de marzo de 2009 | Costa Rica             | 2 - 1 | Canadá           | Marvin Lee Stadium, Macoya                                        |                                                                   |
|                     | Castro 25' · Ureña 72' | [http://www.concacaf.com/competitions/matchreport/7611.pdf (enlace roto disponible en Internet Archive; véase el historial, la primera versión y la última). Reporte] | Edwini-Bonsu 12' | Asistencia: 5,000 espectadores Árbitro(s): Kevin Thomas (Jamaica) | Asistencia: 5,000 espectadores Árbitro(s): Kevin Thomas (Jamaica) |

| 11 de marzo de 2009 | Trinidad y Tobago          | 2 - 2 | México                     | Marvin Lee Stadium, Macoya                               |                                                          |
|                     | Clarence 52' · Bentick 60' | [http://www.concacaf.com/competitions/matchreport/7656.pdf (enlace roto disponible en Internet Archive; véase el historial, la primera versión y la última). Reporte] | Velásquez 8' · Salazar 45' | Asistencia: 5,000 espectadores Árbitro(s): Oscar Moncada | Asistencia: 5,000 espectadores Árbitro(s): Oscar Moncada |

### Fase Final
|  | Semifinales            | Semifinales         |   |                     | Final               | Final       |  |
|  | 13 de marzo            | 13 de marzo         |   |                     | 15 de marzo         | 15 de marzo |  |
|  |                        |                     |   |                     |                     |             |  |
|  | Macoya, 13 de marzo    |                     |   |                     |                     |             |  |
|  | Costa Rica(DP 4-2)     | 0                   |   |                     |                     |             |  |
|  | Honduras               | 0                   |   |                     |                     |             |  |
|  |                        |                     |   |                     |                     |             |  |
|  |                        |                     |   |                     | Macoya, 15 de marzo |             |  |
|  |                        |                     |   |                     | Estados Unidos      | 0           |  |
|  |                        | Costa Rica          | 3 |                     |                     |             |  |
|  |                        |                     |   |                     |                     |             |  |
|  |                        |                     |   |                     |                     |             |  |
|  |                        |                     |   |                     | Tercer lugar        |             |  |
|  | Macoya, 13 de marzo    | Macoya, 13 de marzo |   | Macoya, 15 de marzo | Macoya, 15 de marzo |             |  |
|  | Estados Unidos(DP 4-3) | 0                   |   | Honduras            | 2                   |             |  |
|  | Trinidad y Tobago      | 0                   |   |                     | Trinidad y Tobago   | 1           |  |

### Semifinales
| 13 de marzo de 2009 | Costa Rica                         | 0 - 0 (4 - 2 p.) | Honduras                              | Marvin Lee Stadium, Macoya                              |                                                         |
|                     | Estrada · Guzmán · Gamboa · Castro | Reporte          | Leverón · Mejía · Mayorquin · Fonseca | Asistencia: 4,500 espectadores Árbitro(s): Walter López | Asistencia: 4,500 espectadores Árbitro(s): Walter López |

| 13 de marzo de 2009 | Estados Unidos                                | 0 - 0 (4 - 3 p.) | Trinidad y Tobago                           | Marvin Lee Stadium, Macoya                                |                                                           |
|                     | Jeffrey · Duka · Marošević · Davies · Wallace | [http://www.concacaf.com/competitions/matchreport/7613.pdf (enlace roto disponible en Internet Archive; véase el historial, la primera versión y la última). Reporte] | Rochford · Joseph · Bentick · Bateau · Paul | Asistencia: 4,500 espectadores Árbitro(s): Roberto García | Asistencia: 4,500 espectadores Árbitro(s): Roberto García |

### Tercer Lugar
| 15 de marzo de 2009 | Honduras                  | 2 - 1   | Trinidad y Tobago | Marvin Lee Stadium, Macoya                               |                                                          |
|                     | Rojas 47' · Mayorquin 89' | Reporte | Grosvenor 58'     | Asistencia: 2,500 espectadores Árbitro(s): Elmer Bonilla | Asistencia: 2,500 espectadores Árbitro(s): Elmer Bonilla |

### Final
| 15 de marzo de 2009 | Costa Rica                           | 3 - 0   | Estados Unidos | Marvin Lee Stadium, Macoya                                     |                                                                |
|                     | Estrada 40' · Josué Martínez 68' 80' | Reporte |                | Asistencia: 2,500 espectadores Árbitro(s): Geoffrey Hospedales | Asistencia: 2,500 espectadores Árbitro(s): Geoffrey Hospedales |

|                               |
| Bandera de Costa Rica         |
| Campeón Costa Rica 2.º título |

## Clasificados
| Costa Rica | Estados Unidos | Honduras | Trinidad y Tobago |
| ---------- | -------------- | -------- | ----------------- |